# لوسيري
لوسيري، (بالإنجليزية: Loceri)‏، هي بلدية، في مقاطعة نوورو في إقليم سردينيا الإيطالي، وتقع على بعد حوالي 80 كم (50 ميل) شمال شرق كالياري، وحوالي 11 كم (7 ميل) جنوب غرب تورتولو. اعتبارا من 31 ديسمبر 2004، كان عدد سكانها 1,290، وتبلغ مساحتها 19.3 كيلومتر مربع (7.5 ميل مربع).

## السكان
في سنة 1861 بلغ عدد السكان 948 نسمة، وتطور العدد ليصل في سنة 2011 لـ 1٬278 نسمة.
يظهر هذا المخطط البياني تطور النمو السكاني لـ لوسيري